# مریم آباچا
مریم آباچا (انگلیسی: Maryam Abacha؛ ۴ مارس ۱۹۴۷ در کادونا)؛ بیوهٔ سانی آباچا، زمامدار پیشین نیجریه و اهل نیجریه است. وی بانوی اول کشور نیجریه طی سال‌های ۱۹۹۳–۱۹۹۸ میلادی بوده است.
مریم و سانی آباچا سه دختر و هفت پسر داشتند. پسر ارشد و در قید حیات وی، محمد آباچا است.
بیمارستان ملی (در اصل بیمارستان ملی برای زنان و کودکان) در آبوجا توسط وی تأسیس شد.